# جيمس فارنتينو
جيمس فارنتينو (بالإنجليزية: James Farentino)‏ مواليد 24 فبراير 1938 في بروكلين، الولايات المتحدة - الوفاة 24 يناير 2012 في لوس أنجلوس، هو ممثل أمريكي بدأ مسيرته الفنية سنة 1962. فاز بجائزة المسرح العالمي. امتدت مسيرته الفنية لأكثر من 44 عاما. من أعماله زعيم الحرب والمصعد.

## روابط خارجية
- جيمس فارنتينو على موقع IMDb (الإنجليزية)
- جيمس فارنتينو على موقع روتن توميتوز (الإنجليزية)
- جيمس فارنتينو على موقع ألو سيني (الفرنسية)
- جيمس فارنتينو على موقع أول موفي (الإنجليزية)
- جيمس فارنتينو على موقع قاعدة بيانات برودواي على الإنترنت (الإنجليزية)
- جيمس فارنتينو على موقع قاعدة بيانات الأفلام السويدية (السويدية)
- جيمس فارنتينو على موقع إن إن دي بي (الإنجليزية)
- جيمس فارنتينو على موقع قاعدة بيانات الفيلم (الإنجليزية)
- جيمس فارنتينو على موقع كينوبويسك (الروسية)